# Gonatodes vittatus
Gonatodes vittatus es una especie de lagartija perteneciente a la familia Sphaerodactylidae. Este reptil posee un comportamiento diurno, y se encuentra en la zona caribeña de Sudamérica y en las islas inmediatamente adyacentes (Colombia, Venezuela, Trinidad y Tobago, Curazao y Aruba), siendo su ubicación tipo en La Guaira, Puerto Cabello y Caracas, todas ciudades de la costa norte de Venezuela.